# Сімон Столенгаґ
Сімон Столенгаґ (швед. Simon Stålenhag; нар. 20 січня 1984, Стокгольм, Швеція) — шведський художник, музикант і дизайнер, що спеціалізується на ретрофутуристичному цифровому мистецтві. Його роботи в основному зосереджені на ностальгійному шведському й американському сільському середовищі з ретро-елементами наукової фантастики.
Сюжети його творчості лягли в основу драматичного телевізійного серіалу Amazon 2020 року «Оповідки з кільця», а також фільму Netflix «Електричний штат» 2025 року.

## Мистецтво
Виріс у Мелароарні, сільському містечку поблизу Стокгольма, і почав робити замальовки рідної місцевості в ранньому віці. Його надихали різні художники, зокрема Ларс Йонссон. Експериментував з науково-фантастичними витворами мистецтва після відкриття концептуальних художників, як-от Ральф Маккуоррі та Сід Мід. Спочатку роботи виконував як побічний проєкт без будь-якого планування. Тематично його роботи часто поєднують його дитинство з темами науково-фантастичних фільмів, що створює типовий шведський пейзаж з ретрофутуристичними елементами. За словами автора, цей акцент походить від того, що він сприймає відсутність зв'язку з дорослим життям, а елементи наукової фантастики додаються, щоб привернути увагу авдиторії та вплинути на настрій у творі. Наприклад, гігантські роботи і мегаструктури розміщуються обруч звичайних шведських предметів, як-от автомобілі Volvo та Saab.
У міру розвитку створив передісторію, зосереджену навколо урядового підземного об'єкта. Паралельно з реальним занепадом шведської держави загального добробуту великі машини повільно виходять з ладу, і наслідок цього залишається загадкою. 2013 року в інтерв'ю «The Verge» Столенгаґ сказав: «Єдина різниця між світом мого мистецтва та нашим світом полягає в тому, що… з початку XX століття погляди та бюджети були набагато більше орієнтовані на науки та технології».
Окрім свого звичайного стилю, створив 28 фотографій динозаврів для доісторичних експонатів Шведського музею природознавства після того, як знову виявив свій дитячий інтерес до цих істот, і зв'язався з музеєм, щоб дізнатися, чи зможе він щось зробити. 2016 року доповнив фотографіями гіпотетичних наслідків підвищення рівня океану в умовах зміни клімату для Центру стійкості Стокгольмського університету. Створив кілька рекламних робіт для науково-фантастичної відеогри «No Man's Sky».
У своїй роботі використовує планшет і комп'ютер Wacom. Спочатку використовував різні фізичні матеріали для імітації більш традиційного стилю, зокрема гуаш. Навіть після переходу на цифрові методи заявив, що докладає «багато зусиль, щоб цифрові пензлі поводилися природно і зберігали певний „почерк“ в мазках пензля». Більшість його робіт основані на його фотографіях: їх він використовує як відправну точку для низки грубих ескізів до завершення остаточної роботи.

### Книги
Більша частина робіт Столенгаґа спочатку були доступні в Інтернеті, а потім були випущені для продажу як гравюри. Відтоді вони зібрані у дві художні книги: «Оповідки з кільця» 2014 року та «Речі з потопу» 2016 року. Обидві зосереджені на наслідках створення надмасивного прискорювача заряджених частинок.
Розповів про захід США у третій книзі «Електричний штат», профінансованій через Kickstarter. Книга зосереджена навколо дівчини-підлітка та її робота-компаньйона, які подорожують вигаданим штатом Пасифіка, щоб знайти свого давно загубленого молодшого брата. У вересні 2018 року вийшов британський варіант у видавництві Simon & Schuster, а Skybound Books опублікувало північноамериканську версію наступного місяця. «Електричний штат» (Simon & Schuster) став одним з шести фіналістів премії Артура Кларка 2019 року. Того ж року видання від Skybound увійшло до короткого списку премії «Локус» у категорії як арткнига.
Наприкінці 2020 року з'явився анонс четвертої арткниги «Лабіринт», вихід якої фінансувався через Kickstarter. Image Comics опублікував північноамериканське видання для широкого випуску у листопаді 2021 року.

## Адаптації
2016 року на Kickstarter запустили кампанія для фінансування настільної рольової гри «Оповідки з кільця», основаної на однойменній книзі. Дія відбувається у 1980-х роках у США чи Швеції. Гравці грають за підлітків, які стикаються з впливом кільця. Акцент на ностальгії та молодих героях призвів до того, що багато засобів масової інформації порівнювали його з телесеріалом «Дивні дива». Різні класи персонажів еквівалентні стереотипним дитячим ролям, наприклад, «Качок», «Книжковий ботан» або «Комп'ютерний задрот».
Англомовний телесеріал «Оповідки з кільця», створений Amazon Studios спільно з Fox 21 Television Studios, Indio Film і 6th & Idaho Moving для Amazon Prime, вийшов 3 квітня 2020 року на основі арткниг Столенгаґа. Початковий сезон включає вісім епізодів по 50–57 хвилин кожна. Сценарій написав Натаніель Галперн, а кожен епізод мав свого режисера, зокрема Марк Романек, Ендрю Стентон і Джоді Фостер.
2017 року брати Руссо отримали права на фільм «Електричний штат» — адаптацію однойменної книги, 2019 року плани підтвердили. Серед продюсерів фільму були творці «Воно» і «Воно 2» Енді Мускіетті та Барбара Мускіетті.

## Інші проєкти
У рамках краудфандингової кампанії для «Електричного штату» створив і випустив однойменний альбом електронної музики. 2018 року випустив другий альбом «Music for DOS» у жанрі ембієнт, створений за допомогою старих клавішних інструментів й Impulse Tracker.
Крім того, брав участь у різноманітних рекламних кампаніях, фільмах і відеоіграх. Зокрема працював з Томмі Саломонссоном над платформером «Ripple Dot Zero».